# アイマラ語族
アイマラ語族(Aymaran, Aimara)、ハケ語族(Jaqi, Jaqui, Haki), Aruは、ケチュア語族とともに、中央アンデスの2つの主要な語族の1つである。 
南(アルティプラーノ)アイマラ語派と中央アイマラ語派(ハカル語とカウキ語)の二つの語派を持つ語族のために、Alfredo Toreroは「話す」という意味のAru、Rodolfo Cerron PalominoはAymaran、Hardman(1978)は、Jaqiという名称を提案した。 
ケチュア語族の諸言語、特に南部の言語はアイマラ語と多くの語彙を共有しており、ケチュマラ大語族としてグループ化されていることが多い。しかし、この提案には議論の余地がある。;語彙の共有は、長期的な接触による集中的な借用と説明した方がよいだろう。 

## 音韻論

### 母音
アイマラ語族の言語には母音の音素が/a i u/の3つのみであり、アイマラ語のほとんどの種類とハカル語では長さによる区別がある。長さは、一般的にアイマラ語ではトレマ、ハカル語では発音記号を使用して転写される。 

### 子音
アイマラ語族の言語は子音目録で異なる点があるが、共通する特徴がいくつかある。アイマラ語とハカル語はともに、唇、歯茎、硬口蓋、軟口蓋、口蓋垂の各調音点での破裂音を持つ。 破裂音には、放出音と有気音の区別がある。 両方とも歯茎、硬口蓋、軟口蓋の摩擦音と、いくつかの中央と側面の接近音を含む。 

### 形態音韻論
アイマラ語族の言語はケチュア語族の言語とは異なり、動詞と名詞の語根すべてが母音で終わる必要がある。借用語であっても、スペイン語のhabas（「豆(複数)」）はアイマラ語でhawasa、ハカル語でháwašaになる。この特徴は、他のアンデスの言語には存在しない。 
ケチュア語と同様、アイマラ語も非常に膠着的である。しかしながら、それらは、多くの膠着的接尾辞が先行語根における母音の抑制を誘発する点で異なる。 例としては、単語apa(「取る」)の最後の母音がap-su(「取り出す」)になったときに失われる。 

## 語族の区分
アイマラ語族は2つの言語で構成されている。 
- アイマラ語。 南部と中央の方言は分岐しており、時には別個の言語と見なされることもある。
- ハカル語（Jaqaru, Haqearu, Haqaru, Haq'aru, Aru）。カウキ方言（Kawki, Cauqui、Cachuy）は分岐している。

アイマラ語族には約220万人の話者がいる。ボリビアに170万人、ペルーに35万人、残りはチリとアルゼンチンにいる。ハカル語にはペルー中央部に約725人の話者がおり、2005年現在、カウキ語には9人の話者が残っている。カウキ語はほとんど文書化されていないが、ハカル語との関係は非常に密接である。最初は、マーサ・ハードマン(Martha Hardman)によって（当時の非常に限られたデータによって）異なる言語と見なされていたが、その後のすべてのフィールドワークと研究はその見解と矛盾し、それらは単一の言語の相互に理解できるが異なる方言であることを実証した。 

## 語彙
以下は1から10の数字のリストである。アイマラ語族とケチュア語族では共通する数詞が多く、その分はかっこで明示している。
| 数 | アイマラ語    | ハカル語   | カウキ語 | アイマラ 祖語 | ケチュア 祖語 |
| -- | ------------- | ---------- | -------- | ------------- | ------------- |
| 1  | maya          | maya       | maya     | *maya         | *suk          |
| 2  | paya          | paha       | paha     | *paha         | *işkay        |
| 3  | (qimsa)       | (kimsa)    | H        |               | *kimsa        |
| 4  | pusi          | puši       |          | *pusi         | *çusku        |
| 5  | (phesqa)      | (pichqa)   |          | *-qallqo(?)   | *picqa        |
| 6  | (sojhta)      | (suhta)    |          |               | *suqta        |
| 7  | paqallqo      | (qançhisi) | Qillay   | *pa-qallqo    | *qançis       |
| 8  | (qimsaqallqo) | (pusaqa)   |          |               | *pusaq        |
| 9  | (llatunka)    | (isquña)   |          |               | *isqun        |
| 10 | (tunka)       | (chuŋka)   |          |               | *çunka        |

## 書誌
- Adelaar, Willem F. H.; & Muysken, Pieter C. (2004). The languages of the Andes. Cambridge language surveys. Cambridge University Press.
- Campbell, Lyle. (1997). American Indian languages: The historical linguistics of Native America. New York: Oxford University Press. ISBN 0-19-509427-1.
- Kaufman, Terrence. (1994). The native languages of South America. In C. Mosley & R. E. Asher (Eds.), Atlas of the world's languages (pp. 46–76). London: Routledge.